# Чемпионат мира по футболу среди молодёжных команд 2003
14-й Кубок мира ФИФА среди молодёжи — проходил с 27 ноября по 19 декабря 2003 года на стадионах ОАЭ, игры проходили в городах: Абу-Даби, Эль-Айн, Дубай и Шарджа. В турнире приняли участие 24 молодёжные сборные. Победила в 4-й раз в своей истории сборная Бразилии, лучшим игроком турнира был признан форвард сборной ОАЭ, Исмаил Матар. Турнир планировалось провести ранее, однако его старт был сдвинут на несколько месяцев из-за начавшейся в 2003 году войны в Ираке.

## Стадионы
| Абу-Даби | Абу-Даби            | Абу-Даби            | Абу-Даби            | Абу-Даби            | Абу-Даби            | Абу-Даби            | Абу-Даби            | Абу-Даби            | Эль-Айн                                  | Эль-Айн                                  | Эль-Айн                                  |
| --- | ------------------- | ------------------- | ------------------- | ------------------- | ------------------- | ------------------- | ------------------- | ------------------- | ---------------------------------------- | ---------------------------------------- | ---------------------------------------- |
| Шейх Зайед | Шейх Зайед          | Шейх Зайед          | Мохаммед бин Зайед  | Мохаммед бин Зайед  | Мохаммед бин Зайед  | Аль-Нахайян         | Аль-Нахайян         | Аль-Нахайян         | Международный стадион имени шейха Халифы | Международный стадион имени шейха Халифы | Международный стадион имени шейха Халифы |
| Вместимость: 66,000                                                                                                | Вместимость: 66,000 | Вместимость: 66,000 | Вместимость: 15,000 | Вместимость: 15,000 | Вместимость: 15,000 | Вместимость: 12,000 | Вместимость: 12,000 | Вместимость: 12,000 | Вместимость: 12,000                      | Вместимость: 12,000                      | Вместимость: 12,000                      |
| |                     |                     |                     |                     |                     |                     |                     |                     |                                          |                                          |                                          |
| Абу-Даби Шарджа Дубай Эль-АйнЧемпионат мира по футболу среди молодёжных команд 2003, Объединённые Арабские Эмираты |                     |                     |                     |                     |                     |                     |                     |                     |                                          |                                          |                                          |
| Дубай | Дубай               | Дубай               | Дубай               | Дубай               | Дубай               | Дубай               | Дубай               | Шарджа              | Шарджа                                   | Шарджа                                   | Шарджа                                   |
| Аль-Мактум | Аль-Мактум          | Аль-Мактум          | Аль-Мактум          | Аль-Рашид           | Аль-Рашид           | Аль-Рашид           | Аль-Рашид           | Шарджа Стэдиум      | Шарджа Стэдиум                           | Шарджа Стэдиум                           | Шарджа Стэдиум                           |
| Вместимость: 12,000                                                                                                | Вместимость: 12,000 | Вместимость: 12,000 | Вместимость: 12,000 | Вместимость: 18,000 | Вместимость: 18,000 | Вместимость: 18,000 | Вместимость: 18,000 | Вместимость: 12,000 | Вместимость: 12,000                      | Вместимость: 12,000                      | Вместимость: 12,000                      |
| |                     |                     |                     |                     |                     |                     |                     |                     |                                          |                                          |                                          |

## Квалификация
В финальную часть чемпионата мира вышли 23 команды и хозяева турнира сборная ОАЭ.
| Конфедерация       | Отборочный турнир                                  | Команды                                         |
| ------------------ | -------------------------------------------------- | ----------------------------------------------- |
| АФК                | Молодёжный чемпионат Азии по футболу 2002          | Япония Саудовская Аравия Корея Узбекистан       |
| КАФ                | Молодёжный чемпионат Африки по футболу 2003        | Буркина-Фасо Кот-д’Ивуар Египет Мали            |
| КОНКАКАФ           | Молодёжный чемпионат КОНКАКАФ 2003                 | Канада Мексика Панама США                       |
| КОНМЕБОЛ           | Молодёжный чемпионат Южной Америки по футболу 2003 | Аргентина Бразилия Колумбия Парагвай            |
| ОФК                | Молодёжный чемпионат Океании по футболу 2002       | Австралия                                       |
| УЕФА               | Евро-2002 U-19                                     | Чехия Англия Германия Ирландия Словакия Испания |
| Страна-организатор | Страна-организатор                                 | ОАЭ                                             |

## Групповой этап
Победители групп и команды, занявшие вторые места, так же как и четыре лучшие команды, занявшие третьи места, проходят в 1/8 финала.

### Группа A
| Команда      | Очки | И | В | Н | П | М   |
| ------------ | ---- | - | - | - | - | --- |
| Буркина-Фасо | 7    | 3 | 2 | 1 | 0 | 2—0 |
| Словакия     | 6    | 3 | 2 | 0 | 1 | 5—2 |
| ОАЭ          | 4    | 3 | 1 | 1 | 1 | 3—5 |
| Панама       | 0    | 3 | 0 | 0 | 3 | 1—4 |

| ОАЭ                 | 1:4 | Словакия                                                                  |
| ------------------- | --- | ------------------------------------------------------------------------- |
| Али Эль-Вехаиби 72′ |     | Милош Брежински 5′ · Юрай Халенар 23′ · Марек Чех 48′ · Филип Голошко 81′ |

| Панама | 0:1 | Буркина-Фасо      |
| ------ | --- | ----------------- |
|        |     | Аристид Бансе 81′ |

| Буркина-Фасо    | 1:0 | Словакия |
| --------------- | --- | -------- |
| Уссени Зонго 6′ |     |          |

| Панама          | 1:2 | ОАЭ                                      |
| --------------- | --- | ---------------------------------------- |
| Армандо Гун 36′ |     | Шехаб Ахмед 18′ (пен.) · Салех Хамад 80′ |

| ОАЭ | 0:0 | Буркина-Фасо |
| --- | --- | ------------ |
|     |     |              |

| Словакия             | 1:0 | Панама |
| -------------------- | --- | ------ |
| Виктор Печовский 49′ |     |        |

### Группа B
| Команда    | Очки | И | В | Н | П | М   |
| ---------- | ---- | - | - | - | - | --- |
| Аргентина  | 9    | 3 | 3 | 0 | 0 | 7—3 |
| Испания    | 6    | 3 | 2 | 0 | 1 | 4—2 |
| Мали       | 3    | 3 | 1 | 0 | 2 | 4—7 |
| Узбекистан | 0    | 3 | 0 | 0 | 3 | 3—6 |

| Аргентина                  | 2:1 | Испания  |
| -------------------------- | --- | -------- |
| Леандро Фернандес 50′, 74′ |     | Габи 25′ |

| Узбекистан                               | 2:3 | Мали                                                        |
| ---------------------------------------- | --- | ----------------------------------------------------------- |
| Ислам Инамов 18′ · Александр Гейнрих 63′ |     | Дрисса Диарра 4′ · Мамади Берте 51′ · Бакари Кулибали 90+1′ |

| Мали | 0:2 | Испания                                 |
| ---- | --- | --------------------------------------- |
|      |     | Хуанфран 16′ · Серхио Гарсия 77′ (пен.) |

| Узбекистан           | 1:2 | Аргентина                                              |
| -------------------- | --- | ------------------------------------------------------ |
| Александр Гейнрих 4′ |     | Леандро Фернандес 70′ · Фернандо Кавенаги 90+3′ (пен.) |

| Аргентина                                                          | 3:1 | Мали                    |
| ------------------------------------------------------------------ | --- | ----------------------- |
| Осмар Феррейра 13′ · Херман Эррера 26′ · Дрисса Диаките 32′ (авт.) |     | Мамади Берте 48′ (пен.) |

| Испания            | 1:0 | Узбекистан |
| ------------------ | --- | ---------- |
| Андрес Иньеста 15′ |     |            |

### Группа C
| Команда   | Очки | И | В | Н | П | М   |
| --------- | ---- | - | - | - | - | --- |
| Австралия | 7    | 3 | 2 | 1 | 0 | 6—4 |
| Бразилия  | 4    | 3 | 1 | 1 | 1 | 5—4 |
| Канада    | 3    | 3 | 1 | 0 | 2 | 2—4 |
| Чехия     | 2    | 3 | 0 | 2 | 1 | 2—3 |

| Бразилия                          | 2:0 | Канада |
| --------------------------------- | --- | ------ |
| Даниэль Карвальо 56′ · Нилмар 84′ |     |        |

| Чехия                | 1:1 | Австралия            |
| -------------------- | --- | -------------------- |
| Давид Лимберский 24′ |     | Скотт Макдональд 49′ |

| Австралия                         | 2:1 | Канада       |
| --------------------------------- | --- | ------------ |
| Алекс Броск 12′ · Мэтт Маккэй 54′ |     | Иэн Хьюм 33′ |

| Чехия                | 1:1 | Бразилия     |
| -------------------- | --- | ------------ |
| Давид Лимберский 34′ |     | Адаилтон 37′ |

| Бразилия               | 2:3 | Австралия                                  |
| ---------------------- | --- | ------------------------------------------ |
| Жуниньо 75′ · Дуду 87′ |     | Энтони Данзе 31′, 37′ · Спасе Дилевски 47′ |

| Канада       | 1:0 | Чехия |
| ------------ | --- | ----- |
| Иэн Хьюм 80′ |     |       |

### Группа D
| Команда  | Очки | И | В | Н | П | М   |
| -------- | ---- | - | - | - | - | --- |
| Япония   | 6    | 3 | 2 | 0 | 1 | 3—4 |
| Колумбия | 5    | 3 | 1 | 2 | 0 | 4—1 |
| Египет   | 4    | 3 | 1 | 1 | 1 | 1—1 |
| Англия   | 1    | 3 | 0 | 1 | 2 | 0—2 |

| Колумбия | 0:0 | Египет |
| -------- | --- | ------ |
|          |     |        |

| Япония             | 1:0 | Англия |
| ------------------ | --- | ------ |
| Дайсуке Саката 54′ |     |        |

| Англия | 0:1 | Египет          |
| ------ | --- | --------------- |
|        |     | Эмад Метеаб 74′ |

| Япония             | 1:4 | Колумбия                                                                                 |
| ------------------ | --- | ---------------------------------------------------------------------------------------- |
| Дайсуке Саката 75′ |     | Хосе Де Ла Куэста 35′ · Хайме Кастрилльон 43′ · Абель Агилар 65′ · Авимильед Ривас 90+3′ |

| Колумбия | 0:0 | Англия |
| -------- | --- | ------ |
|          |     |        |

| Египет | 0:1 | Япония           |
| ------ | --- | ---------------- |
|        |     | Сота Хираяма 79′ |

### Группа E
| Команда           | Очки | И | В | Н | П | М   |
| ----------------- | ---- | - | - | - | - | --- |
| Ирландия          | 7    | 3 | 2 | 1 | 0 | 6—3 |
| Кот-д’Ивуар       | 5    | 3 | 1 | 2 | 0 | 4—3 |
| Саудовская Аравия | 2    | 3 | 0 | 2 | 1 | 2—3 |
| Мексика           | 1    | 3 | 0 | 1 | 2 | 2—5 |

| Саудовская Аравия    | 1:2 | Ирландия                |
| -------------------- | --- | ----------------------- |
| Эйса Эль-Махьяни 49′ |     | Стивен Эллиотт 18′, 77′ |

| Мексика             | 1:2 | Кот-д’Ивуар                               |
| ------------------- | --- | ----------------------------------------- |
| Альдо Де Нигрис 85′ |     | Адольф Тохоуа 19′ · Аруна Коне 58′ (пен.) |

| Кот-д’Ивуар                | 2:2 | Ирландия                               |
| -------------------------- | --- | -------------------------------------- |
| Аруна Коне 12′ (пен.), 67′ |     | Стивен Пэйсли 36′ · Стивен Эллиотт 74′ |

| Мексика          | 1:1 | Саудовская Аравия |
| ---------------- | --- | ----------------- |
| Фаусто Пинто 30′ |     | Найи Майраши 15′  |

| Саудовская Аравия | 0:0 | Кот-д’Ивуар |
| ----------------- | --- | ----------- |
|                   |     |             |

| Ирландия                             | 2:0 | Мексика |
| ------------------------------------ | --- | ------- |
| Стивен Пэйсли 35′ · Стивен Келли 85′ |     |         |

### Группа F
| Команда          | Очки | И | В | Н | П | М   |
| ---------------- | ---- | - | - | - | - | --- |
| США              | 6    | 3 | 2 | 0 | 1 | 6—4 |
| Парагвай         | 6    | 3 | 2 | 0 | 1 | 4—3 |
| Республика Корея | 3    | 3 | 1 | 0 | 2 | 2—3 |
| Германия         | 3    | 3 | 1 | 0 | 2 | 3—5 |

| Парагвай            | 1:3 | США                                                |
| ------------------- | --- | -------------------------------------------------- |
| Хулио Дос Сантос 6′ |     | Эдди Джонсон 53′ · Майк Маги 68′ · Бобби Конви 81′ |

| Республика Корея               | 2:0 | Германия |
| ------------------------------ | --- | -------- |
| Ли Хо Джин 51′ · Ли Юн Мин 70′ |     |          |

| Германия                                                     | 3:1 | США             |
| ------------------------------------------------------------ | --- | --------------- |
| Роберт Хут 47′ · Пётр Троховски 60′ · Себастьян Кнейссль 63′ |     | Зак Уитбред 77′ |

| Республика Корея | 0:1 | Парагвай              |
| ---------------- | --- | --------------------- |
|                  |     | Жилберто Веласкес 14′ |

| Парагвай                              | 2:0 | Германия |
| ------------------------------------- | --- | -------- |
| Данте Лопес 39′ · Нельсон Вальдес 57′ |     |          |

| США                                 | 2:0 | Республика Корея |
| ----------------------------------- | --- | ---------------- |
| Эдди Джонсон 13′ (пен.), 24′ (пен.) |     |                  |

## Команды, занявшие третьи места
В соответствии с регламентом турнира 4 команды из 6 занявших третьи места в своих группах, проходят в 1/8 финала.
| Группа | Команда           | Очки | И | В | Н | П | М   |
| ------ | ----------------- | ---- | - | - | - | - | --- |
| D      | Египет            | 4    | 3 | 1 | 1 | 1 | 1—1 |
| A      | ОАЭ               | 4    | 3 | 1 | 1 | 1 | 3—5 |
| F      | Республика Корея  | 3    | 3 | 1 | 0 | 2 | 2—3 |
| C      | Канада            | 3    | 3 | 1 | 0 | 2 | 2—4 |
| B      | Мали              | 3    | 3 | 1 | 0 | 2 | 4—7 |
| E      | Саудовская Аравия | 2    | 3 | 0 | 2 | 1 | 2—3 |

## Плей-офф
|  | 1/8 финала           | 1/8 финала            |                       |   | Четвертьфиналы | Четвертьфиналы |                       |                       | Полуфиналы | Полуфиналы |  |  | Финал | Финал |
|  | -------------------- | --------------------- | --------------------- | - | -------------- | -------------- | --------------------- | --------------------- | ---------- | ---------- |  |  | ----- | ----- |
|  |                      |                       |                       |   |                |                |                       |                       |            |            |  |  |       |       |
|  | 8 декабря - Абу-Даби |                       |                       |   |                |                |                       |                       |            |            |  |  |       |       |
|  |                      |                       |                       |   |                |                |                       |                       |            |            |  |  |       |       |
|  | Буркина-Фасо         | 0                     |                       |   |                |                |                       |                       |            |            |  |  |       |       |
|  | Буркина-Фасо         | 0                     | 12 декабря — Абу-Даби |   |                |                |                       |                       |            |            |  |  |       |       |
|  | Канада               | 1                     |                       |   |                |                |                       |                       |            |            |  |  |       |       |
|  | Канада               | 1                     | Канада                | 1 |                |                |                       |                       |            |            |  |  |       |       |
|  | 9 декабря — Эль-Айн  |                       | Канада                | 1 |                |                |                       |                       |            |            |  |  |       |       |
|  |                      | Испания               | 2                     |   |                |                |                       |                       |            |            |  |  |       |       |
|  | Парагвай             | Испания               | 2                     | 0 |                |                |                       |                       |            |            |  |  |       |       |
|  | Парагвай             |                       | 15 декабря — Дубай    | 0 |                |                |                       |                       |            |            |  |  |       |       |
|  | Испания              | 1                     |                       |   |                |                |                       |                       |            |            |  |  |       |       |
|  | Испания              | 1                     | Испания               | 1 |                |                |                       |                       |            |            |  |  |       |       |
|  | 9 декабря — Эль-Айн  |                       | Испания               | 1 |                |                |                       |                       |            |            |  |  |       |       |
|  |                      | Колумбия              | 0                     |   |                |                |                       |                       |            |            |  |  |       |       |
|  | Ирландия             | Колумбия              | 0                     | 2 |                |                |                       |                       |            |            |  |  |       |       |
|  | Ирландия             | 12 декабря — Дубай    |                       | 2 |                |                |                       |                       |            |            |  |  |       |       |
|  | Колумбия             | 3                     |                       |   |                |                |                       |                       |            |            |  |  |       |       |
|  | Колумбия             | 3                     | Колумбия              | 1 |                |                |                       |                       |            |            |  |  |       |       |
|  | 9 декабря — Шарджа   |                       | Колумбия              | 1 |                |                |                       |                       |            |            |  |  |       |       |
|  |                      | ОАЭ                   | 0                     |   |                |                |                       |                       |            |            |  |  |       |       |
|  | Австралия            | ОАЭ                   | 0                     | 0 |                |                |                       |                       |            |            |  |  |       |       |
|  | Австралия            |                       | 19 декабря — Абу-Даби | 0 |                |                |                       |                       |            |            |  |  |       |       |
|  | ОАЭ                  | 1                     |                       |   |                |                |                       |                       |            |            |  |  |       |       |
|  | ОАЭ                  | 1                     | Испания               | 0 |                |                |                       |                       |            |            |  |  |       |       |
|  | 8 декабря — Абу-Даби |                       | Испания               | 0 |                |                |                       |                       |            |            |  |  |       |       |
|  |                      | Бразилия              | 1                     |   |                |                |                       |                       |            |            |  |  |       |       |
|  | Япония               | Бразилия              | 1                     | 2 |                |                |                       |                       |            |            |  |  |       |       |
|  | Япония               | 12 декабря — Дубай    |                       | 2 |                |                |                       |                       |            |            |  |  |       |       |
|  | Республика Корея     | 1                     |                       |   |                |                |                       |                       |            |            |  |  |       |       |
|  | Республика Корея     | 1                     | Япония                | 1 |                |                |                       |                       |            |            |  |  |       |       |
|  | 9 декабря — Шарджа   |                       | Япония                | 1 |                |                |                       |                       |            |            |  |  |       |       |
|  |                      | Бразилия              | 5                     |   |                |                |                       |                       |            |            |  |  |       |       |
|  | Бразилия             | Бразилия              | 5                     | 2 |                |                |                       |                       |            |            |  |  |       |       |
|  | Бразилия             |                       | 15 декабря — Абу-Даби | 2 |                |                |                       |                       |            |            |  |  |       |       |
|  | Словакия             | 1                     |                       |   |                |                |                       |                       |            |            |  |  |       |       |
|  | Словакия             | 1                     | Бразилия              | 1 |                |                |                       |                       |            |            |  |  |       |       |
|  | 8 декабря — Дубай    |                       | Бразилия              | 1 |                |                |                       |                       |            |            |  |  |       |       |
|  |                      | Аргентина             | 0                     |   | Третье место   | Третье место   |                       |                       |            |            |  |  |       |       |
|  | США                  | Аргентина             | 0                     | 2 | Третье место   | Третье место   |                       |                       |            |            |  |  |       |       |
|  | США                  | 12 декабря — Абу-Даби | 12 декабря — Абу-Даби | 2 |                |                | 19 декабря — Абу-Даби | 19 декабря — Абу-Даби |            |            |  |  |       |       |
|  | Кот-д’Ивуар          | 12 декабря — Абу-Даби | 12 декабря — Абу-Даби | 0 |                |                | 19 декабря — Абу-Даби | 19 декабря — Абу-Даби |            |            |  |  |       |       |
|  | Кот-д’Ивуар          | США                   | 1                     | 0 | Колумбия       | 2              |                       |                       |            |            |  |  |       |       |
|  | 8 декабря — Дубай    | США                   | 1                     |   | Колумбия       | 2              |                       |                       |            |            |  |  |       |       |
|  |                      | Аргентина             | 2                     |   | Аргентина      | 1              |                       |                       |            |            |  |  |       |       |
|  | Аргентина            | Аргентина             | 2                     | 2 | Аргентина      | 1              |                       |                       |            |            |  |  |       |       |
|  | Аргентина            |                       |                       | 2 |                |                |                       |                       |            |            |  |  |       |       |
|  | Египет               | 1                     |                       |   |                |                |                       |                       |            |            |  |  |       |       |
|  | Египет               | 1                     |                       |   |                |                |                       |                       |            |            |  |  |       |       |

### 1/8 финала
| Япония                                 | 2:1 (1:1,0:1) (доп. вр.) | Республика Корея |
| -------------------------------------- | ------------------------ | ---------------- |
| Дайсуке Саката 82′, 105′ — золотой гол |                          | Чой Сун Кук 38′  |

| Буркина-Фасо | 0:1 | Канада           |
| ------------ | --- | ---------------- |
|              |     | Джош Симпсон 59′ |

| Аргентина                                 | 2:1 (1:1,1:1) (доп. вр.) | Египет           |
| ----------------------------------------- | ------------------------ | ---------------- |
| Фернандо Кавенаги 27′, 110′ — золотой гол |                          | Рида Метвали 42′ |

| США                                       | 2:0 | Кот-д’Ивуар |
| ----------------------------------------- | --- | ----------- |
| Джастин Мэпп 7′ · Эдди Джонсон 43′ (пен.) |     |             |

| Бразилия                    | 2:1 (1:1,0:0) (доп. вр.) | Словакия       |
| --------------------------- | ------------------------ | -------------- |
| Дуду 83′, 95′ — золотой гол |                          | Филип Шебо 61′ |

| Австралия | 0:1 | ОАЭ              |
| --------- | --- | ---------------- |
|           |     | Исмаил Матар 89′ |

| Парагвай | 0:1 | Испания           |
| -------- | --- | ----------------- |
|          |     | Серхио Гарсия 66′ |

| Ирландия                              | 2:3 (2:2,0:1) (доп. вр.) | Колумбия                                                                  |
| ------------------------------------- | ------------------------ | ------------------------------------------------------------------------- |
| Кевин Дойл 85′ · Пэдди Маккарти 90+2′ |                          | Эдисон Переа 11′ · Виктор Монтано 70′ · Эрвин Карилльо 104′ — золотой гол |

### Четвертьфиналы
| Канада       | 1:2 (1:1,0:1) (доп. вр.) | Испания                                                 |
| ------------ | ------------------------ | ------------------------------------------------------- |
| Иэн Хьюм 53′ |                          | Андрес Иньеста 35′ · Хавьер Арисменди 95′- золотой гол. |

| США             | 1:2 (1:1,0:0) (доп. вр.) | Аргентина                                                             |
| --------------- | ------------------------ | --------------------------------------------------------------------- |
| Бобби Конви 59′ |                          | Хавьер Маскерано 90+4′ · Фернандо Кавенаги 100′ (пен.) - золотой гол. |

| Колумбия           | 1:0 | ОАЭ |
| ------------------ | --- | --- |
| Виктор Монтано 14′ |     |     |

| Япония           | 1:5 | Бразилия                                                  |
| ---------------- | --- | --------------------------------------------------------- |
| Сота Хираяма 89′ |     | Даниэль Карвальо 2′, 13′ · Клебер 15′ · Нилмар 34′, 90+1′ |

### Полуфиналы
| Бразилия | 1:0 | Аргентина |
| -------- | --- | --------- |
| Дуду 65′ |     |           |

| Испания                   | 1:0 | Колумбия |
| ------------------------- | --- | -------- |
| Андрес Иньеста 86′ (пен.) |     |          |

### Матч за 3-е место
| Колумбия                                   | 2:1 | Аргентина            |
| ------------------------------------------ | --- | -------------------- |
| Эрвин Карилльо 16′ · Хайме Кастрилльон 62′ |     | Осмар Феррейра 45+1′ |

### Финал
| Испания | 0:1 | Бразилия        |
| ------- | --- | --------------- |
|         |     | Фернандиньо 87′ |

## Лучшие бомбардиры
| Игрок             | Команда     | Мячи |
| ----------------- | ----------- | ---- |
| Фернандо Кавенаги | Аргентина   | 4    |
| Дуду Сеаренсе     | Бразилия    | 4    |
| Дайсуке Саката    | Япония      | 4    |
| Эдди Джонсон      | США         | 4    |
| Аруна Коне        | Кот-д’Ивуар | 3    |
| Андрес Иньеста    | Испания     | 3    |
| Даниэль Карвальо  | Бразилия    | 3    |
| Стивен Эллиотт    | Ирландия    | 3    |
| Леандро Фернандес | Аргентина   | 3    |
| Иэн Хьюм          | Канада      | 3    |
| Нилмар            | Бразилия    | 3    |

## Призёры
| Чемпион                  |
| ------------------------ |
| Бразилия Четвёртый титул |

| 2-е место | 3-е место | 4-е место |
| --------- | --------- | --------- |
| Испания   | Колумбия  | Аргентина |